# 昌州八景
昌州八景，今又稱作永川八景，是位於中國重庆市永川区境内的八個著名景點，包括桂山秋月、竹溪夜雨、铁岭夏莲、八角攒青、石松百尺、圣水双清、龙洞朝霞、梳妆台（另一說法，沒有梳台，加上三河汇碧），此八景自古即為遊覽當地的文人所記述，而永川市舊名昌州，故稱作昌州八景。

## 昌州八景

### 桂山秋月
桂山,又名桂子山,在永昌镇北箕山上,其旁支曰北山。相传此山多桂树，四时清秀。每当秋天月夜，浓郁丹桂，花色灿灿，树影珊珊，芬芳四溢，妩媚迷人，因名"桂山秋月"。有好事者在此曾立碑，"桂山钟秀"4字，后人称之为仙花山。

### 竹溪夜雨
竹溪夜雨位于永川区双竹镇境内，雙竹鎮即因境內有此景點而得名。雙竹鎮外有一河川大竹溪，兩岸竹生長茂密而姿態特殊，加上兩岸石頭形狀奇特，環境幽美。當地即使无霜露的早晨，竹葉上亦有雨滴痕迹，因此取名為「竹溪夜雨」。

### 铁岭夏莲
铁岭乃铁山，在县城东15里，其山石色如铁。山上有场名茶店。据传，明惠文帝过此，曾在此休息饮茶，因明茶店。场西大路边有石碑刻"铁岭山"，每字大约3尺见方，系明嘉靖年间巡案、天津人李钦书，至今尤存。铁岭纵横10余里，中名铁山坪，风景优美。附近尤莲池坝。池中实无莲，惟多石孔，与莲相似，十分美丽，因名"铁岭夏莲"。

### 石松百尺
石松百尺，石长三五尺不等者百节，大的有两人合抱，因名“石松百尺”。清乾隆《永川县志》载：“旧有峰如松，高可十丈，坪因以名，一日震雷碎之，分裂江泸间，其址尚存。俗呼雷烧松，杜工部诗所谓：‘万年松化石’（惜《全唐诗》已无从查考）即此。

### 圣水双清
圣水双青位於永川五間鎮，鎮的西南有一寺廟聖水寺，旁有溪水，竹木茂盛，風景優美。
聖水寺後有一大石橫臥，大石上有個如碗大小的孔，深不可测，其中有水，即使久旱不雨時也不乾枯，因此稱作圣水双清。岩石下另有一古洞，洞入牆上刻有佛像，刻工精湛美觀。 

### 龙洞朝霞
永川城西的英山上有一洞穴，下有一水潭。相傳有龍住在其中，因此稱作龍洞，又名英山洞。因洞中泉水流淌，每当早上太陽初昇升，烟雾蒸腾，燦爛如朝霞，因名“龙洞朝霞”。附近有另一洞穴稱作乾龍洞，景觀亦佳。

### 梳妆台
梳妆台位于永川区来苏境内两尊巨石相叠悬立，由只有三个拳头大小的支撑点支撑着，鬼斧神工，天然妙成。下面的庙宇里香火旺盛，每逢观音会更是热闹。